# Liber Abaci

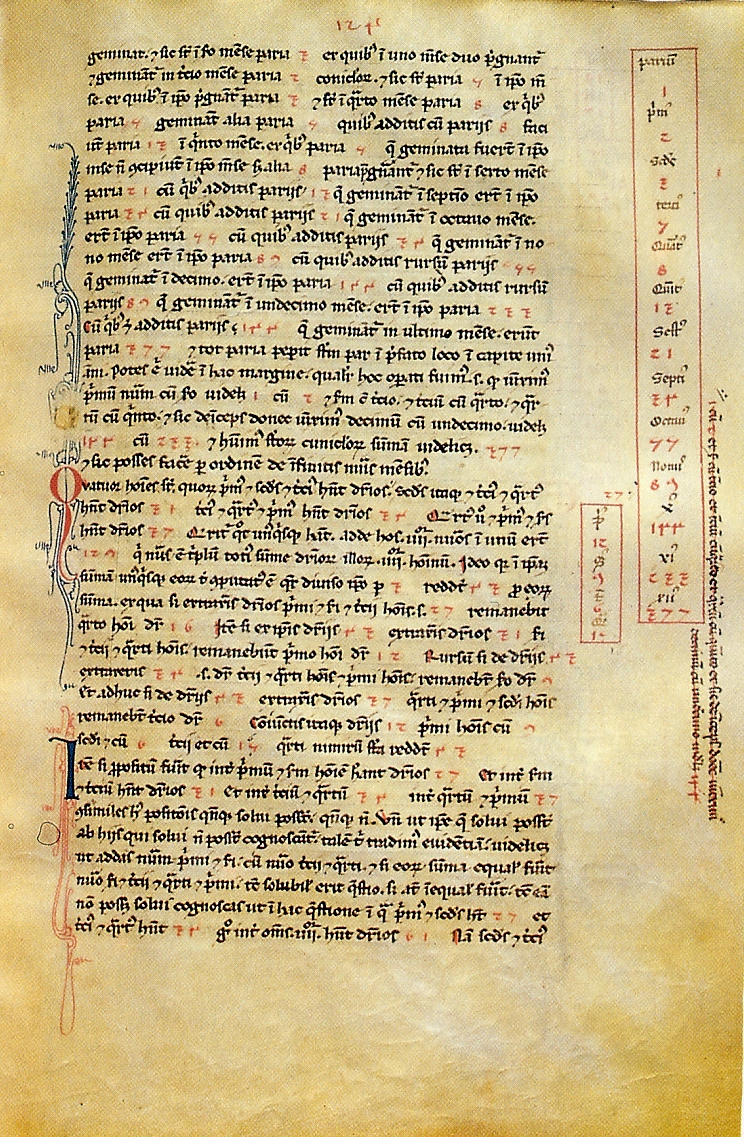
Uma página do Liber Abaci da Biblioteca Nazionale di Firenze.

O Liber Abaci (também chamado Liber Abbaci) é um livro histórico sobre aritmética escrito por Leonardo Fibonacci (ou Leonardo de Pisa) em Latim. No seu trabalho introduziu na Europa a numeração árabe, a notação posicional esclarecendo o funcionamento desta numeração e o zero, aprendido por Fibonacci com os árabes enquanto viveu com o seu pai, Guglielmo Bonaccio, no Norte de África.
O Liber Abaci foi um dos primeiros livros ocidentais a descrever os algarismos arábicos. Ao abordar os comerciantes e académicos começou a convencer o público da superioridade deste sistema algorítmico. O título Liber Abaci significa o "Livro do Cálculo", mas também foi traduzido como "Livro do Ábaco", mas Sigler (2002) escreve que a intenção do livro é descrever os métodos de calcular sem recorrer ao ábaco. Esse livro contém uma grande quantidade de assuntos relacionados com a Aritmética e a Álgebra da época, e realizou um papel importante no desenvolvimento matemático na Europa nos séculos seguintes, pois, por esse livro, os europeus vieram a conhecer os algarismos hindus, também denominados arábicos. A teoria contida em Liber Abaci é ilustrada com muitos problemas que representam uma grande parte do livro.
O Liber Abaci também colocou e resolveu um problema que envolve o crescimento de uma população hipotética de coelhos com base em pressupostos idealizados. A solução, de geração em geração, foi uma sequência de números mais tarde conhecida como número de Fibonacci. A sequência numérica era conhecida por matemáticos indianos já no século VI, mas foi o Liber Abaci que a introduziu no Ocidente.
O manuscrito mais antigo do Liber Abaci circulou em 1202, mas não se conhecem cópias sobreviventes desta versão. Uma versão revisada do Liber Abaci, dedicada a Michael Scot e publicada em 1228, é a que hoje é conhecida.